# رضا دهقان
رضا دهقان (زادهٔ ۱۰ تیر ۱۳۷۶ در برازجان) بازیکن فوتبال ایرانی بود که در پست دفاع برای  باشگاه فوتبال سپاهان بازی می‌کرده است